# John Joseph Griffin

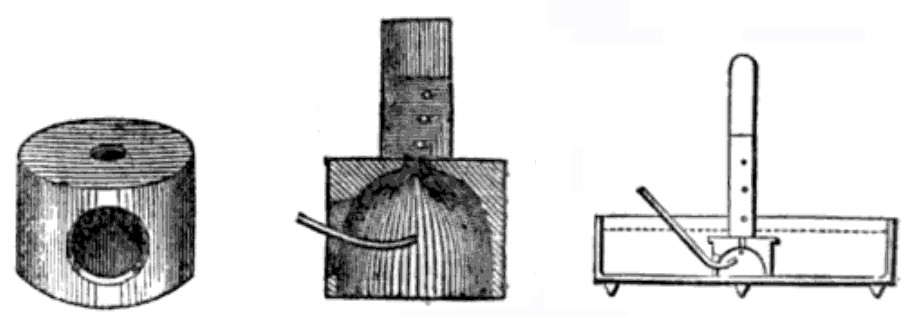
Fotografía de una pieza de equipo utilizada en un alimentador neumático. Del catálogo de aparatos químicos Chemical Handicraft: A Classified and Descriptive Catalogue of Chemical Apparatus (página 226), editado por John Joseph Griffin.

John Joseph Griffin (22 de enero de 1802, Shoreditch, Londres, Reino Unido – 9 de junio de 1877, Haverstock Hill, Londres), fue un químico, editor y suministrador de equipamiento científico inglés.

## Vida
Griffin nació en 1802 en Shoreditch, Londres, hijo de un librero y editor. La familia se trasladó a Glasgow cuando él era joven, y estudió en la Institución Andersoniana en la década de 1820. Continuó estudios durante 1826-1828 en el Instituto de Mecánica de Glasgow. También recibió enseñanzas sobre química en París en 1829, y en la década de 1830, con Leopold Gmelin en Heidelberg.
En 1832 se casó con Mary Ann Holder, con quien tuvo doce hijos, incluyendo a William Griffin, de la Chemical Society, y Charles Griffin, de la Society of Antiquaries of London. Griffin murió en su residencia, Park Road, Haverstock Hill, el 9 de junio de 1877.

## Actividad profesional

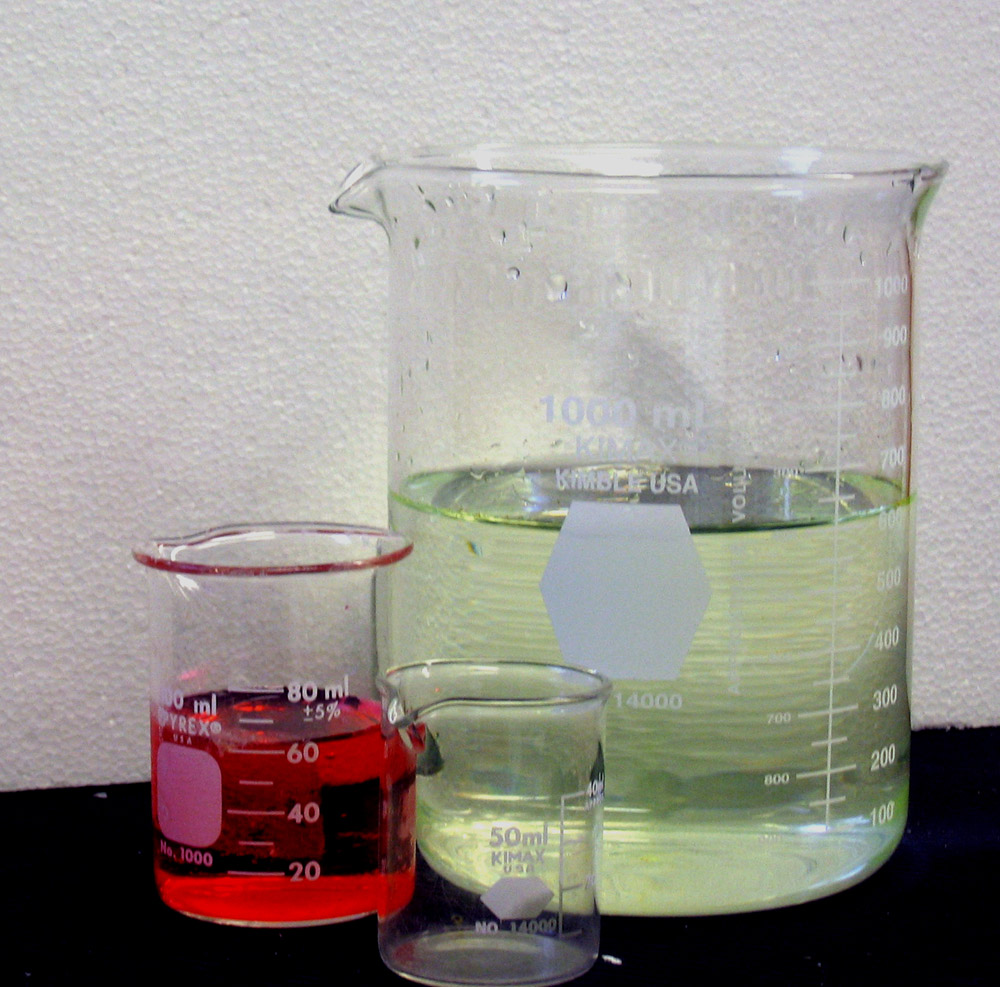
Varios vasos de precipitados, con el formato diseñado por Griffin.

Griffin comenzó su actividad en Glasgow como librero, editor y distribuidor de aparatos químicos, en sociedad con su hermano mayor. Cuando todavía era joven, publicó una traducción del libro Handbuch der analytischen Chemie de Heinrich Rose. Griffin también editó en parte la Encyclopædia Metropolitana, que fue editada por su empresa.
En 1852 la firma se disolvió, siendo continuada la actividad editorial por su sobrino (como Charles Griffin & Co.) mientras el propio J. J. Griffin estableció una empresa de distribución de aparatos químicos (JJ Griffin & Sons). En la década de 1860 esta empresa había establecido una tienda en Bunhill Row y un tiempo después en Long Acre, Londres, vendiendo equipos tanto de fabricación propia como importados. A través de una serie de fusiones, la compañía más tarde se convertiría en el principal proveedor de aparatos Griffin & George.
Griffin ideó muchas formas nuevas de aparatos químicos, incluyendo el estilo común del vaso de precipitados que a veces lleva su nombre, y contribuyó a la introducción de métodos científicos en los procesos comerciales.

## Escritos
Se esforzó en sus intento de popularizar el estudio de la química, y en 1823 publicó su libro: Recreaciones Químicas. Un manual popular de química experimental, que tuvo un gran éxito y fue editado varias veces. Otros libros de su autoría fueron:
- Treatise on the Blow-pipe
- System of Crystallography (1841)
- The Radical Theory in Chemistry (1858)
- Centigrade Testing as applied to the Arts
- The Chemical Testing of Wines and Spirits (1866 y 1872)
- Chemical Handicraft (1866 y 1877)

Griffin colaboró en la fundación de la Chemical Society en 1840, y también ayudó a restablecer la Glasgow Philosophical Society.
Nueve artículos de Griffin aparecieron en diversas revistas científicas. De éstos, el primero describió un nuevo método de notación cristalográfica (On a New Method of Crystallographic Notation, Report British Association, 1840, p. 88); y en el último se describía un nuevo diseño de un horno de gas (A Description of a Patent Blast Gas Furnace, Chemical News, 1860, pp. 27, 40).